# Orbiting Astronomical Observatory 3
Das Orbiting Astronomical Observatory 3 (OAO-3), auch Copernicus genannt, war ein amerikanisch-britisches Weltraumteleskop für den Ultraviolett- und Röntgenbereich.
OAO-3 wurde von der NASA am 21. August 1972 mit einer Atlas-Centaur-Rakete in eine niedrige Erdumlaufbahn gebracht. Zu Ehren von Nikolaus Kopernikus wurde es nach dem Start in Copernicus Observatory umbenannt. Mit einer Masse von 2,2 Tonnen war es das damals schwerste Weltraumteleskop. Hauptexperiment war ein vom Princeton University Observatory unter Leitung von Lyman Spitzer entwickeltes Ultraviolettteleskop mit 80 cm Hauptspiegeldurchmesser, kombiniert mit mehreren Spektrographen für den Ultraviolettbereich zwischen 90 und 330 nm Wellenlänge. Daneben verfügte OAO-3 über vom University College London entwickelte Röntgenexperimente.
Zwischen 1972 und Februar 1981 gewann OAO-3 Ultraviolettspektren von insgesamt 551 Objekten, hauptsächlich hellen Sternen. Das Ultraviolettlicht wird teilweise durch Gas und Staub zwischen Erde und Stern absorbiert. Mit OAO-3 wurde deshalb ein wesentlich besseres Verständnis von Zusammensetzung und Zustand dieser interstellaren Materie gewonnen.